# Meta (genre)
Pour les articles homonymes, voir Méta.
Genre
Synonymes
- Auchicybaeus Gertsch, 1933
- Praetermeta Wunderlich, 2004

Meta est un genre d'araignées aranéomorphes de la famille des Tetragnathidae.

## Distribution
Les espèces de ce genre se rencontrent en Asie, en Afrique, en Océanie, en Europe et en Amérique du Nord.

## Liste des espèces
Selon World Spider Catalog (version 23.5, 12/09/2022) :
- Meta abdomenalis Patel & Reddy, 1993
- Meta birmanica Thorell, 1898
- Meta bourneti Simon, 1922
- Meta bowo Wang, Irfan, Chen & Zhang, 2022
- Meta cona Wang, Irfan, Chen & Zhang, 2022
- Meta dolloff Levi, 1980
- Meta gyirong Wang, Irfan, Chen & Zhang, 2022
- Meta hamata Wang, Zhou, Irfan, Yang & Peng, 2020
- Meta hongyuan Wang, Irfan, Chen & Zhang, 2022
- Meta japonica Tanikawa, 1993
- Meta longlingensis Wang, Zhou, Irfan, Yang & Peng, 2020
- Meta manchurica Marusik & Koponen, 1992
- Meta menardi (Latreille, 1804)
- Meta meruensis Tullgren, 1910
- Meta mixta O. Pickard-Cambridge, 1885
- Meta monogrammata Butler, 1876
- Meta montana Hogg, 1919
- Meta nebulosa Schenkel, 1936
- Meta nigridorsalis Tanikawa, 1994
- Meta obscura Kulczyński, 1899
- Meta ovalis (Gertsch, 1933)
- Meta qianshanensis Zhu & Zhu, 1983
- Meta serrana Franganillo, 1930
- Meta shenae Zhu, Song & Zhang, 2003
- Meta simlaensis Tikader, 1982
- Meta stridulans Wunderlich, 1987
- Meta tangi Wang, Zhou, Irfan, Yang & Peng, 2020
- Meta tibet Wang, Irfan, Chen & Zhang, 2022
- Meta turbatrix Keyserling, 1887
- Meta wanglang Wang, Irfan, Chen & Zhang, 2022
- Meta weining Wang, Irfan, Chen & Zhang, 2022
- Meta yani Wang, Zhou, Irfan, Yang & Peng, 2020
- Meta yinae Wang, Zhou, Irfan, Yang & Peng, 2020

Selon World Spider Catalog (version 20.5, 2020) :
- † Meta maculosa Wunderlich, 2008
- † Meta velans (Wunderlich, 2004)

## Systématique et taxinomie
Ce genre a été décrit par C. L. Koch en 1835.
Auchicybaeus a été placé en synonymie par Lehtinen en 1967.

## Publication originale
- C. L. Koch, 1835 : « Arachniden. » Deutschlands Insecten, Friedrich Pustet, Regensburg, vol. 134, p. 1-24 (texte intégral).